# علی دهباشی
علی‌اکبر جعفر دهباشی معروف به علی دهباشی، (زادهٔ ۱ فروردین ۱۳۳۷) روزنامه‌نگار، ادب پژوه، نویسنده و سردبیر مجلات بخارا و سمرقند است. او تلاش گسترده‌ای در معرفی آثار و زندگی بزرگان فرهنگ و ادب و هنر ایران و جهان داشته‌است.

## زندگی
علی دهباشی هم‌زمان با تحصیل از سال آخر دبستان کار در چاپخانه را آغاز کرد و به‌عنوان تصحیح‌گر نمونه‌های چاپی چندین انتشاراتی در چاپخانه «مسعود سعد» کار می‌کرد. از همان سال‌ها با استادان صاحب‌نامی از فرهنگ و ادب معاصر کار کرد و با مبانی فرهنگ، تاریخ و ادبیات ایران آشنا شد.
او در دوران نوجوانی از اعضای فعال کانون پرورش فکری کودکان و نوجوانان به‌شمار می‌رفت و چندین روزنامه دیواری که ماه‌ها مورد بازدید و مطالعه علاقه‌مندان قرار گرفت تنظیم و اجرا کرد. بعدها فعالیت روزنامه‌نگاری خود را با همکاری در نشریه «جنبش» آغاز کرد که از مدتی پیش از انقلاب اسلامی به کوشش علی‌اصغر حاج سید جوادی به‌صورت زیراکسی و مخفی منتشر می‌شد و این همکاری بعد از انقلاب ۱۳۵۷ خورشیدی هم ادامه یافت. پس از آن با انتشارات رواق به سرپرستی شمس آل‌احمد همکاری داشت که ناشر آثار جلال آل‌احمد بود.
علی دهباشی با ماهنامه‌ها و نشریات ادبی، فرهنگی و هنری همچون «آرش»، «برج»، «چراغ»، «دنیای سخن» و «آدینه» و «دفتر هنر» همکاری مستمر داشته‌است. او از سال ۱۳۶۹ به مدت هفت سال سردبیر ماهنامه کِلک بود. ماهنامه کِلک از نشریات معتبر در زمینه فرهنگ، ادبیات و ایرانشناسی به‌شمار می‌رود که مورد مراجعه استادان دانشگاه‌های ایران و ایران‌شناسان جهان است؛ و بسیاری از صاحب‌نامان عرصه فرهنگ و ادب ایران از همکاران و نویسندگان این مجله بودند.
علی دهباشی از شهریور ۱۳۷۷ به بعد سردبیری مجله بخارا را بر عهده داشته‌است که در آن در زمینه فرهنگ، ادبیات و ایرانشناسی مقالاتی منتشر می‌شود. دهباشی در بخارا ویژه‌نامه‌هایی دربارهٔ نویسندگان بزرگ جهان منتشر کرده‌است. وی همچنین یکسال سردبیر فصلنامه هنری طاووس بوده‌است.
به کوشش علی دهباشی مراسمی با عنوان «شب‌های بخارا» برگزار شده‌است که در آن‌ها به تجلیل از بزرگان فرهنگ و ادب و هنر پرداخته می‌شده‌است. این برنامه‌ها هم‌اکنون ادامه دارد و به پانصد و نود و سه شب رسیده‌است. برنامه‌های دیگری نیز با عنوان عصر پنجشنبه‌ها در دفتر بخارا برگزار می‌شد.
در سالیان اخیر جلساتی دیگر را راه‌اندازی کرد با عنوان «صبح پنجشنبه‌های بخارا» که شامل دیدار و گفتگو با هنرمندان و نویسندگان بود که تا کنون یکصد و چهل و هشت صبح پنجشنبه برگزار شده که با شیوع ویروس کرونا موقتاً متوقف شده‌است.
امور انتشار کتاب از دیگر زمینه‌های فعالیت دهباشی است او در این زمینه مدیریت «انتشارات شهاب» را به‌عهده دارد و بیش از چهل و پنج عنوان کتاب در زمینه فرهنگ و ادب فارسی و جهان منتشر کرده‌است.
علی دهباشی علاوه بر اینها سه سال ویراستار فصلنامه فرهنگستان علوم بوده و ویراستار انتخاب شده هیئت امناء چاپ آثار محمدعلی جمال‌زاده است.
او همچنین با مجله «نقد و بررسی کتاب تهران» همکاری داشت و از فروردین ۱۳۸۲ تا مهر ۱۳۸۴ سردبیر فصلنامه «سمرقند» بوده‌است که ده شماره از این مجله را منتشر کرد و علاوه بر بخارا سردبیری «فصلنامه سیمیا» نیز هست.

## فهرست چاپ‌کرده‌ها

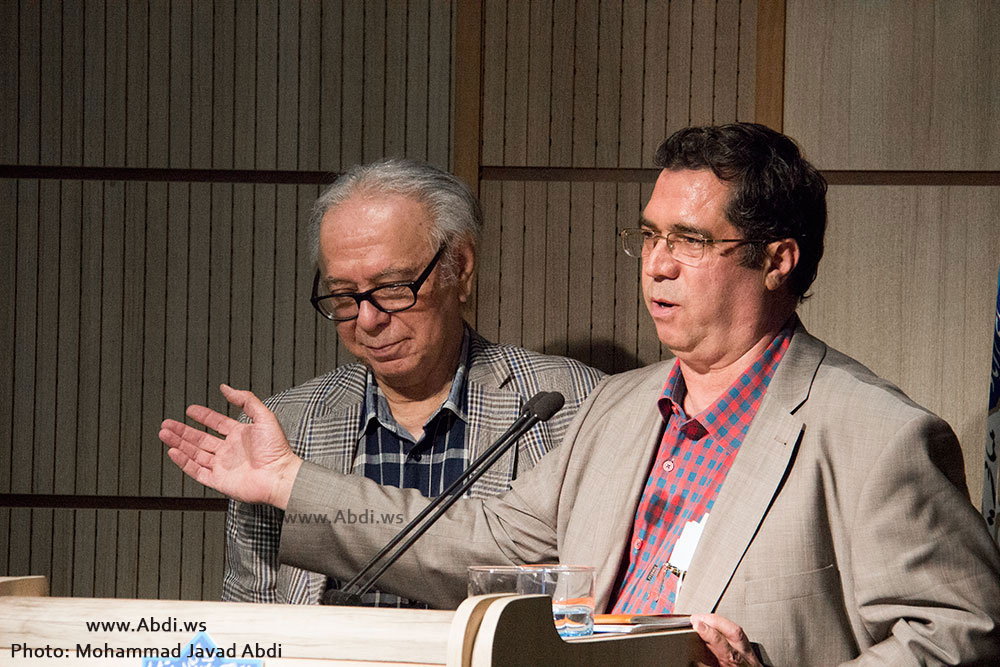
علی دهباشی در کنار جلال خالقی مطلق، «شب خالقی مطلق»، ۱۳۹۳

کتاب‌های متعددی در قالب یادنامه، مجموعهٔ مقالات، و تجدید چاپ کتب نایاب، به کوشش علی دهباشی منتشر شده است از جمله:
- سفرنامه مظفرالدین‌شاه به فرنگ، به کوشش علی دهباشی، چاپ اول، از انتشارات کتاب فرزان، تهران، ۱۳۶۱.
- یادداشت‌های  قاسم غنی (جلد اول: زندگی من) با مقدمه علی دهباشی، چاپ اول، انتشارات آبان، تهران، ۱۳۶۱.
- سرکوبگر جنگل (خاطرات ژنرال ماژور ـ دنسترویل)، ترجمه حسین انصاری، با مقدمه علی دهباشی، چاپ دوم، از انتشارات فرزان، تهران، ۱۳۶۲.
- آثار العجم، محمد نصیر حسینی (فرصت‌الدوله شیرازی)، به‌کوشش علی دهباشی، چاپ اول، انتشارات یساولی، تهران، ۱۳۶۲.
- سفرنامه برادران شرلی، ترجمه آوانس، به‌کوشش علی دهباشی، چاپ اول، انتشارات نگاه، تهران، ۱۳۶۲. چاپ دوم، ۱۳۷۸، انتشارات به‌دید. چاپ سوم، انتشارات نگاه. ۱۳۸۷.
- سفرنامه شاردن (بخش اصفهان)، ترجمه حسین عریضی، با مقدمه علی دهباشی، چاپ اول، انتشارات نگاه، تهران، ۱۳۶۲.
- سفرنامه حاج سیاح به فرنگ، به‌کوشش علی دهباشی، چاپ اول، نشر ناشر، تهران، ۱۳۶۳. چاپ دوم، ۱۳۷۸، انتشارات سخن و شهاب ثاقب. چاپ سوم، ۱۳۷۹، انتشارت سخن و شهاب ثاقب. چاپ چهارم، انتشارات سخن و شهاب ثاقب، ۱۳۸۳.
- یادنامه جلال آل‌احمد (جلد اول)، به‌کوشش علی دهباشی، چاپ اول، انتشارات پاسارگاد، تهران، ۱۳۶۴. چاپ دوم، انتشارات به‌دید، ۱۳۷۸.
- نامه‌های جلال آل‌احمد (جلد اول)، به‌کوشش علی دهباشی، چاپ اول، انتشارات پیک، تهران، ۱۳۶۴. چاپ دوم، ۱۳۶۷، انتشارات بزرگمهر. چاپ سوم، ۱۳۶۸، انتشارت بزرگمهر. چاپ چهارم، نشر به دید، ۱۳۷۸.
- نامه‌های کمال‌الملک، به‌کوشش علی دهباشی، چاپ اول، انتشارات بزرگمهر، تهران، ۱۳۶۶. چاپ دوم، انتشارات به‌نگار، تهران، ۱۳۶۸.
- یادنامه کمال‌الملک، به‌کوشش داراب بهنام شباهنگ و علی دهباشی، چاپ اول، انتشارات چکامه، تهران، ۱۳۶۶. چاپ دوم، انتشارات به‌دید، تهران، ۱۳۷۹.
- کتاب به‌نگار، به‌کوشش علی دهباشی، چاپ اول، انتشارات به‌نگار، تهران، ۱۳۶۸. چاپ دوم، انتشارات به نگار، ۱۳۹۲.
- حماسه فتحنامه نایبی، سروده: منتخب‌السادات یغمائی، با مقدمه و تصحیح ملک‌المورخین سپهر، با اهتمام و توضیحات علی دهباشی. انتشارات اسپرک، تهران، ۱۳۶۸.
- طغیان نایبیان در جریان انقلاب مشروطیت ایران، نوشته محمدرضا خسروی، به‌کوشش علی دهباشی، چاپ اول، انتشارات به‌نگار، تهران، ۱۳۶۸.
- خاطرات سیاسی ایرج اسکندری، به‌کوشش علی دهباشی، چاپ اول، انتشارات علمی، تهران، ۱۳۶۸. چاپ دوم، انتشارات علمی، ۱۳۶۸. چاپ سوم، انتشارت علمی، ۱۳۷۹.
- برگزیده اشعار پروین اعتصامی، به انتخاب و مقدمه علی دهباشی، چاپ اول، انتشارات ققنوس، تهران، ۱۳۶۹.
- یادنامه پروین اعتصامی، گردآورده علی دهباشی، چاپ اول، انتشارات دنیای مادر، تهران، ۱۳۷۰.
- فردوسی و شاهنامه، به‌کوشش علی دهباشی، چاپ اول، انتشارات مدبر، تهران، ۱۳۷۰.
- گُل رنج‌های کهن، نوشته  جلال خالقی مطلق، به‌کوشش علی دهباشی، چاپ اول، نشر مرکز، تهران، ۱۳۷۲. چاپ دوم، نشر ثالث، ۱۳۸۸، چاپ سوم،انتشارات محمود افشار و سخن، ۱۳۹۷.
- یادگارنامه استاد  عبدالحسین زرین‌کوب، به‌کوشش علی دهباشی، چاپ اول، انتشارات انجمن آثار و مفاخر فرهنگی و مرکز دائرةالمعارف بزرگ اسلامی، تهران، ۱۳۷۶.
- یادنامه ابوالحسن صبا، به‌کوشش علی دهباشی، چاپ اول، نشر ویدا، تهران، ۱۳۷۶.
- در تاریکی هزاره‌ها، ایرج اسکندری، به‌کوشش علی دهباشی، چاپ اول، نشر قطره، تهران، ۱۳۷۷. چاپ دوم، تهران، ۱۳۸۰. چاپ سوم، انتشارات نگاه، تهران، ۱۳۸۵.
- یاد سیدمحمدعلی جمالزاده، به‌کوشش علی دهباشی، چاپ اول، نشر ثالث، تهران، ۱۳۷۷.
- رباعیات حکیم عمر خیام، با مقدمه علی دهباشی، چاپ اول، انتشارات هنرسرای هنر گویا، تهران، ۱۳۷۷. چاپ دوم، انتشارات هنرسرای گویا، پاییز ۱۳۸۱.
- یادنامه سهراب شهید ثالث، به‌کوشش علی دهباشی، چاپ اول، انتشارات سخن و شهاب، تهران، ۱۳۷۸.
- یادنامه علامه محمد قزوینی، به‌کوشش علی دهباشی، (با مقدمه  عبدالحسین زرین‌کوب)، چاپ اول، انتشارات کتاب و فرهنگ، تهران، ۱۳۷۸.
- خاطرات اردشیر آوانسیان، به‌کوشش علی دهباشی، چاپ اول، انتشارات سخن و شهاب، تهران، ۱۳۷۸. چاپ دوم، انتشارات سخن و شهاب، ۱۳۷۹.
- آئینه عبرت (خاطرات  نصرالله سیف‌پور فاطمی)، به‌کوشش علی دهباشی، چاپ اول، انتشارات سخن و شهاب، تهران، ۱۳۷۸.
- برگزیده آثار سیدمحمدعلی جمالزاده، به‌کوشش علی دهباشی، چاپ اول، انتشارات سخن و شهاب، تهران، ۱۳۷۸.
- به نرمی باران (جشن‌نامه فریدون مشیری)، به‌کوشش علی دهباشی، چاپ اول، انتشارات سخن و شهاب، تهران، ۱۳۷۸. چاپ دوم، انتشارات سخن و شهاب، ۱۳۷۹. چاپ سوم ، انتشارات سخن و شهاب ثاقب، ۱۳۹۴.
- خاطرات پرنس ارفع، به‌کوشش علی دهباشی، چاپ اول، انتشارات سخن و شهاب، تهران، ۱۳۷۸. چاپ دوم، انتشارات سخن و شهاب، ۱۳۷۸.
- قصه‌نویسی، سیدمحمدعلی جمالزاده، به‌کوشش علی دهباشی، چاپ اول، انتشارات سخن و شهاب، تهران، ۱۳۷۸.
- خاطرات سیدمحمدعلی جمالزاده، به‌کوشش ایرج افشار و علی دهباشی، چاپ اول، انتشارات سخن، تهران، ۱۳۷۸.
- تلخ و شیرین، سیدمحمدعلی جمالزاده، به‌کوشش علی دهباشی، چاپ اول، انتشارات سخن، تهران، ۱۳۷۹.
- اندک آشنایی با حافظ، سیدمحمدعلی جمالزاده، به‌کوشش علی دهباشی، چاپ اول، انتشارات سخن، تهران، ۱۳۷۹.
- یکی بود و یک نبود، سیدمحمدعلی جمالزاده، به‌کوشش علی دهباشی، چاپ اول، انتشارات سخن، تهران، ۱۳۷۹.
- قصه ما به‌سر رسید، سیدمحمدعلی جمالزاده، به‌کوشش علی دهباشی، چاپ اول، انتشارات سخن، تهران، ۱۳۷۹.
- قلتشن دیوان، سیدمحمدعلی جمالزاده، به‌کوشش علی دهباشی، چاپ اول، انتشارات سخن، تهران، ۱۳۷۹.
- تاریخ روابط روس و ایران، سیدمحمدعلی جمالزاده، به‌کوشش علی دهباشی، چاپ اول، انتشارات سخن، تهران، ۱۳۸۴.
- کشکول جمالی، سیدمحمدعلی جمالزاده، به‌کوشش علی دهباشی، چاپ اول، انتشارات سخن، تهران، ۱۳۸۴.
- هزار بیشه، سیدمحمدعلی جمالزاده، به‌کوشش علی دهباشی، چاپ دوم، انتشارات سخن، تهران، ۱۳۸۴.
- گنج شایگان، سیدمحمدعلی جمالزاده، به‌کوشش علی دهباشی، چاپ سوم، انتشارات سخن، تهران، ۱۳۸۴.
- خرنامه، (منطق‌الحمار) محمدحسن‌خان اعتمادالسلطنه، به‌کوشش علی دهباشی، چاپ اول، انتشارات کتاب پنجره، تهران، پاییز ۱۳۷۹. چاپ دوم، انتشارات کتاب پنجره، اسفند ۱۳۷۹. چاپ سوم، انتشارات کتاب پنجره، تیر ۱۳۸۱. چاپ چهارم، انتشارات کتاب پنجره، ۱۳۸۲. چاپ پنجم، انتشارات کتاب پنجره، ۱۳۸۳. چاپ ششم، انتشارات کتاب پنجره، ۱۳۸۶. چاپ هفتم، انتشارات کتاب پنجره، ۱۳۸۸. چاپ هشتم، انتشارات کتاب پنجره، ۱۳۸۹.
- کارنامه زرین (یادنامه  عبدالحسین زرین‌کوب)، به‌کوشش علی دهباشی، چاپ اول، انتشارات دفتر پژوهش‌های فرهنگی، تهران، ۱۳۷۹.
- خاطرات سیاسی  فریدون کشاورز، به‌کوشش علی دهباشی، چاپ اول، نشر آبی، تهران، ۱۳۸۰.
- گفتگوها (مجموعه مصاحبه‌ها با شخصیت فرهنگی، هنری و ایران‌شناسان)، به‌کوشش علی دهباشی، چاپ اول، انتشارات صدای معاصر، تهران، ۱۳۷۹.
- آسمان و ریسمان، سیدمحمدعلی جمالزاده، به‌کوشش علی دهباشی، چاپ اول، انتشارات سخن، تهران، ۱۳۷۹.
- یاد صادق چوبک، به‌کوشش علی دهباشی، چاپ اول، نشر ثالث، تهران، ۱۳۸۰.
- زندگی سیاسی و اجتماعی مظفر فیروز، به‌کوشش علی دهباشی، چاپ اول، انتشارات سخن و شهاب، تهران، ۱۳۸۰.
- کهنه و نو، سیدمحمدعلی جمالزاده، به‌کوشش علی دهباشی، چاپ اول، انتشارات سخن، تهران، ۱۳۸۰.
- قصه‌های کوتاه برای بچه‌های ریش‌دار، سیدمحمدعلی جمالزاده، به‌کوشش علی دهباشی، چاپ اول، انتشارات سخن، تهران، ۱۳۸۰.
- یادهایی از گذشته (خاطرات  غلامحسین فروتن)، به‌کوشش علی دهباشی، چاپ اول، انتشارات سخن، تهران، ۱۳۸۰.
- هفت کشور، سیدمحمدعلی جمالزاده، به‌کوشش علی دهباشی، چاپ اول، انتشارات سخن، تهران، ۱۳۸۰.
- یاد صادق هدایت، به‌کوشش علی دهباشی، چاپ اول، نشر ثالث، تهران، ۱۳۸۰.
- در راه بازگشت (یادنامه  عبدالحسین زرین‌کوب)، به‌کوشش علی دهباشی، چاپ اول، نشر به‌دید، تهران، ۱۳۸۰.
- یادنامه سیدابوالقاسم انجوی شیرازی، به‌کوشش علی دهباشی، چاپ اول، انتشارات سخن، تهران، ۱۳۸۱.
- خانه دایی یوسف (خاطرات اتابک فتح‌الله‌زاده)، به‌کوشش علی دهباشی، چاپ اول و دوم و سوم، انتشارات قطره، تهران، ۱۳۸۱.
- سر و ته یک کرباس، سیدمحمدعلی جمالزاده، به‌کوشش علی دهباشی، چاپ اول، انتشارات سخن، تهران، ۱۳۸۱.
- سخن‌های دیرینه (مجموعه مقالات  جلال خالقی مطلق)، به‌کوشش علی دهباشی، چاپ اول، نشر افکار، تهران، ۱۳۸۲. چاپ دوم، نشر افکار، ۱۳۸۶. چاپ سوم، نشر افکار، ۱۳۸۸.
- یاد مادر در سروده‌های شاعران، به‌کوشش علی دهباشی، چاپ اول، انتشارات بهار سبز، تهران، ۱۳۸۲.
- قنبرعلی، سیدمحمدعلی جمالزاده، به‌کوشش علی دهباشی، چاپ اول، انتشارات سخن، تهران، ۱۳۸۲.
- تحفه‌های آن جهانی (سیری در زندگی و آثار مولانا)، به‌کوشش علی دهباشی، چاپ اول، انتشارات سخن، تهران، ۱۳۸۲. چاپ دوم، انتشارات سخن، تهران، ۱۳۸۴. چاپ سوم، انتشارات سخن. ۱۳۹۴.
- تاریخ شفاهی نشر ایران، به‌کوشش عبدالحسین آذرنگ و علی دهباشی، چاپ اول، انتشارات ققنوس، تهران، ۱۳۸۲. چاپ دوم، انتشارات ققنوس. ۱۳۹۳.
- تاریخ شفاهی مطبوعات ایران، به‌کوشش سید فرید قاسمی و علی دهباشی، چاپ اول، انتشارات ققنوس، تهران، ۱۳۸۲.
- زنی با دامنی از شعر (جشن‌نامه سیمین بهبهانی)، به‌کوشش علی دهباشی، چاپ اول، انتشارات نگاه، تهران، ۱۳۸۲.
- اصفهان (آلبوم عکس هفت عکاس از اصفهان)، نویسنده متن: علی دهباشی، قطع رحلی، انتشارات گویا، تهران، ۱۳۸۳.
- می و مینا (سیری در زندگی و آثار حکیم عمر خیام)، به‌کوشش علی دهباشی، چاپ اول، انتشارات گویا، تهران، ۱۳۸۳.
- بر ساحل جزیره سرگردانی (جشن‌نامه  سیمین دانشور)، به‌کوشش علی دهباشی، چاپ اول، انتشارات سخن، تهران، ۱۳۸۳.
- یادنامه  مهدی سمسار، به‌کوشش علی دهباشی، چاپ اول، نشر قطره، تهران، ۱۳۸۳.
- کتابفروشی (یادنمای بابک افشار)، به خواستاری ایرج افشار (با همکاری عبدالحسین آذرنگ، علی دهباشی، سید فرید قاسمی و نادر مطلبی کاشانی)، انتشارات شهاب ثاقب، تهران، ۱۳۸۳.
- نقد و بررسی گلی ترقی، به‌کوشش علی دهباشی و مهدی کریمی، چاپ اول، نشر قطره، تهران، ۱۳۸۳.
- یاد بزرگ علوی، به‌کوشش علی دهباشی، چاپ اول، نشر ثالث، تهران، ۱۳۸۴.
- شناختنامه تقی مدرسی، به‌کوشش علی دهباشی و مهدی کریمی، چاپ اول، نشر قطره، تهران، ۱۳۸۴.
- یاد یار مهربان (سیری در زندگی و سروده‌های رودکی)، به‌کوشش علی دهباشی، چاپ اول، نشر صدای معاصر، تهران، ۱۳۸۵. چاپ دوم، انتشارات صدای معاصر، ۱۳۸۷.
- یزد (آلبوم عکسهای سعید محمودی از ناوه) نویسنده متن: علی دهباشی، قطع رحلی، انتشارات گویا، تهران ۱۳۸۶.
- سیری در زندگی و آثار ایرج میرزا، به کوشش عل دهباشی، چاپ اول، نشر اختران، تهران ۱۳۸۷.
- زندگی و اندیشه زرتشت (سیری در زندگی و آموزه‌های زرتشت) به کوشش علی دهباشی، چاپ اول، نشر افکار، تهران، ۱۳۸۷. چاپ سوم، انتشارات افکار و شهاب ثاقب، ۱۳۸۸.
- شاخه‌های شوق در ۲ جلد (یادگارنامه بهاءالدین خرمشاهی) به کوشش علی دهباشی، چاپ اول، نشر قطره، تهران ۱۳۸۷.
- شناختنامه ویرجینیا وولف، به کوشش علی دهباشی، چاپ اول، انتشارات نگاه، تهران ۱۳۸۸.
- نوروزنامه (نوروز، آئین‌ها و جشن‌ها) به کوشش علی دهباشی چاپ اول، انتشارات افکار، تهران ۱۳۸۸. چاپ دوم، انتشارات افکار، ۱۳۸۹.
- شناختنامه تاگور به کوشش علی دهباشی، چاپ اول، نشر نیکا، ۱۳۸۸.
- شناختنامه ایتالوکالوینو به کوشش علی دهباشی، چاپ اول، نشر کتاب خورشید، ۱۳۸۸. چاپ دوم، انتشارات کتاب خورشید، ۱۳۹۹
- شناختنامه آنا آخماتووا به کوشش علی دهباشی، چاپ اول، نشر نیکا، ۱۳۸۹.
- اقلیم حضور، یادنامه شاهرخ مسکوب، به کوشش علی دهباشی، نشر افکار، چاپ اول. ۱۳۹۰.
- شناختنامه امبرتواکو، به کوشش علی دهباشی، نشر نیکا، چاپ اول ۱۳۸۹.
- گفت و گوها. علی دهباشی. انتشارات صدای معاصر. ۱۳۷۸.
- یادنامه فریدون آدمیت، به کوشش علی دهباشی. نشر افکار، ۱۳۹۳.
- می و مینا (سیری در زندگی و آثار حکیم عمر خیام نیشابوری)، به کوشش علی دهباشی، نشر گویا. چاپ نخست. ۱۳۹۹.
- اسطوره صبا (یادنامه ابوالحسن صبا)، سیری در زندگی و آثار ابوالحسن صبا. به کوشش علی دهباشی. انتشارات سخن. چاپ اول. ۱۳۹۳.
- یادنامه همایون صنعتی زاده. سیری در زندگی و آثار همایون صنعتی زاده، به کوشش علی دهباشی. نشر کتاب آمه. ۱۳۹۷.
- شناختنامه گونترگراس، به کوشش علی دهباشی، نشر نیکا، چاپ اول .۱۳۸۹.
- مجموعه بیست گفت و گو. (تاریخ، فرهنگ، ادبیات)، علی دهباشی، نشر رازگو. ۱۳۹۳.
- برگزیده آثار سیدمحمدعلی جمال زاده، به کوشش علی دهباشی، انتشارات سخن و شهاب ثاقب، چاپ دوم. ۱۳۸۲. چاپ سوم. ۱۳۸۶.
- می و مینا (سیری در زندگی و آثار حکیم عمر خیام نیشابوری)، به کوشش علی دهباشی، انتشارات خانه فرهنگ و هنر گویا، چاپ دوم، پاییز ۱۳۸۹.
- می و مینا (سیری در زندگی و آثار حکیم عمر خیام نیشابوری)، به کوشش علی دهباشی،انتشارات آوردگاه هنر و اندیشه، چاپ دوم. ۱۳۸۹
- طنزهای آخر هفته امبرتواکو، به کوشش علی دهباشی، انتشارات کتاب سرای نیک، چاپ اول. ۱۴۰۰.
- یادنامه  داریوش شایگان. به کوشش علی دهباشی. چاپ اول. تابستان۱۴۰۰

او همچنین آثار متعددی را در نوبت چاپ دارد.
به نوشتهٔ عمران صلاحی، از آنجا که روی جلد غالب چاپ‌کرده‌های دهباشی عبارت «به کوشش علی دهباشی» آمده است، ایرج پزشکزاد به او نام «کوششعلی دهباشی» را داده است.